# Piveteausaurus
Genre
Espèce
Piveteausaurus est un genre de dinosaures de la famille des megalosauridés ayant vécu à la fin du Jurassique moyen en Europe.
Son crâne fossilisé a été découvert en 1920 par un paléontologue amateur dans la formation géologique des marnes de Dives sur le site des falaises des Vaches Noires, à Houlgate (Calvados en Normandie). Le genre a été créé en 1977 par  Philippe Taquet et Samuel Welles : le nom Piveteausaurus est un hommage au paléontologue Jean Piveteau (1899-1991), premier descripteur du spécimen type en 1923. Initialement considéré comme d'âge oxfordien, sa datation a été révisée au Callovien supérieur.

## Description

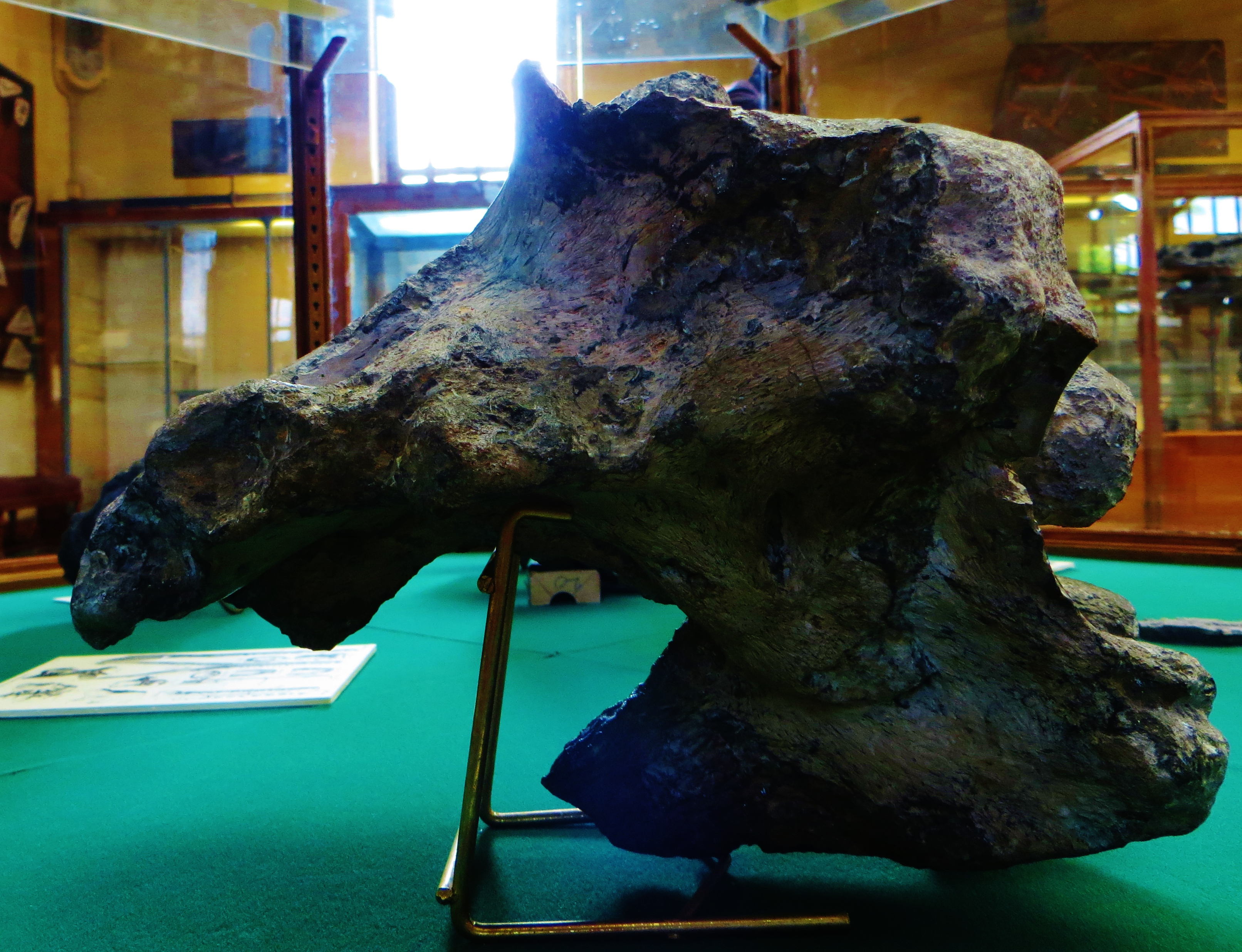
Crâne partiel de Piveteausaurus. Il s'agit du type, conservé au Muséum national d'histoire naturelle, à Paris.

Le crâne fossilisé de Piveteausaurus est d'une taille comparable à celui d'un Allosaurus. L'animal devait mesurer environ 11 mètres de long et peser près de 2 tonnes[réf. nécessaire].